# Aspidhampsonia russoi
Aspidhampsonia russoi är en fjärilsart som beskrevs av Embrik Strand 1918. Aspidhampsonia russoi ingår i släktet Aspidhampsonia och familjen nattflyn. Inga underarter finns listade i Catalogue of Life.